# Janusz Dziedzic
Janusz Dziedzic (ur. 18 czerwca 1980 w Dębicy) – polski piłkarz grający na pozycji bocznego pomocnika bądź napastnika.
Karierę rozpoczynał w dębickim MKS-ie. Następnie grał w Piotrcovii Piotrków Tryb., ŁKS Łódź, Pogoni Szczecin, GKS-ie Bełchatów, Arce Gdynia i GKS Katowice. W sezonie 2011/12 grał w klubie GKS Olimpia Grudziądz, w której rozegrał 31 meczów i strzelił 7 bramek. W sezonie 2012/2013 podpisał kontrakt z Wisłą Płock.
W latach 2022–2024 pełnił funkcję dyrektora sportowego w ŁKS-ie Łódź.